# 31 липня
31 липня  — 212-й день року (213-й у високосні роки) у григоріанському календарі. До кінця року залишається 153 дні.

## Свята та пам'ятні дні

### Національні
- Демократична Республіка Конго, День початку революції

### Неофіційні
- День Народження Гаррі Поттера.

### Релігійні

#### Християнство
Католицизм
- День Святого Германа Осерського.
- День Святого Ігнатія Лойоли.

Православ'я
- Передсвято винесення древ чесного і животворчого Хреста Господнього.
- Праведного Євдокима Каппадокіянина.
- Мучениці Улити.

## Іменини
- Католицькі: Ігнатій Лойола, Гнат, Любомир.
- Православні:

## Події
- 30 до н. е. — битва при Александрії: Марк Антоній завдав поразки військам Октавіана, але пізніше більшість його війська дезертирувала, внаслідок чого Антоній покінчив життя самогубством.
- 781 — вперше зареєстровано виверження гори Фудзі в Японії.
- 904 — араби захоплюють Салоніки, друге за величиною місто Візантійської імперії.
- 1009 — Сергій IV стає сто сорок третім римським папою після зречення папи Іоанна XVIII — за підтримки фактичного правителя Папської держави та військового аристократа Іоанна Кресченція III.
- 1423 — Столітня війна: Битва при Кравані — французька армія зазнала поразки від англійців на березі річки Йонна.
- 1431 — битвою на переправі під Луцьком почалася громадянська війна Великого князя Литовського Свидригайла і короля Владислава ІІ Ягайла.
- 1451 — Жак Кер був заарештований за наказом короля Франції Карла VII Звитяжного.
- 1498 — експедиція X. Колумба відкриває о. Тринідад.
- 1547 — шотландські роялісти захоплюють і відправляють на французькі галери лідера лютеранської реформації в Шотландії Джона Нокса.
- 1605 — архієпископ рязанський грек Ігнатій вінчає на московське царство Лжедмитрія I.
- 1667 — укладання Бредського миру, що завершує другу англо-голландську війну (1665—1667). За Королівством Англія закріплюються голландські колонії в Північній Америці.
- 1751 — пожежа в Стокгольмі знищує 1,000 будинків.
- 1837 — закладено будинок (Червоний корпус) Київського університету.
- 1919 — Армія УНР та Українська Галицька армія зайняли Київ.
- 1919 — у Німеччині ухвалено Веймарську конституцію. Німеччина стала республікою.
- 1924 — польський уряд заборонив вживати українську мову в державних та самоуправних установах Західної України.
- 1941 — Костя Паньківського у Львові обрано головою Генерального секретаріату Української Національної Ради.
- 1956 — ЦК КПРС ухвалив рішення щодо розвитку житлового будівництва в СРСР (початок будівництва «хрущовок»).
- 1970 — Black Tot Day: останній раз, коли морякам британського флоту видали денну порцію рому («tot»).
- 1971 — вперше людина проїхалась по Місяцю на спеціальному модулі Lunar Rover Vehicle.
- 1975 — У Гельсінкі відкрилася Нарада з безпеки й співробітництва в Європі, на якій ухвалено Заключний акт, що містить розділ про права людини.
- 1988 — у Бердянську, Запорізької області стартував найтриваліший в історії СРСР рок-фестиваль «РОК-ПОП-ШОУ'88», на який з'їхалися рок-музиканти з усієї країни. Заключні концерти пройшли 7 серпня.
- 1991 — СРСР і США підписали Договір про обмеження стратегічних наступальних озброєнь СТАРТ.
- 1994 — Сергій Бубка встановив світовий рекорд у стрибках з жердиною — 6,14 м.

## Народились
Дивись також Категорія:Народились 31 липня
- 1598 — Алессандро Альґарді, італійський скульптор, один з найталановитіших представників бароко.
- 1704 — Габрієль Крамер, швейцарський математик, один з творців лінійної алгебри.
- 1866 — Діонісій Дорожинський, український церковний діяч, теолог, педагог.
- 1901 — Жан Дюбюффе, французький художник і скульптор.
- 1914 — Луї де Фюнес, французький кіноактор.
- 1939 — Холодний Микола Костянтинович, український поет-шестдесятник, літературознавець, перекладач.
- 1944 — Джеральдіна Чаплін, американська кіноактриса, донька Чарлі Чапліна. Уперше знялася в кіно у віці восьми років. Перша велика роль дісталася їй у фільмі «Доктор Живаго», роль дружини героя фільму.
- 1962 — Веслі Снайпс, американський кіноактор.
- 1964 — Сі Сі Кетч (Кароліна Мюллер), німецька поп-співачка.
- 1965 — Джоан Роулінг, англійська письменниця, що створила образ Гаррі Поттера.

## Померли
Дивись також Категорія:Померли 31 липня
- 1556 — Ігнатій Лойола, засновник Ордену єзуїтів.
- 1784 — Дені Дідро, французький письменник, філософ-просвітитель, драматург.
- 1849 — Шандор Петефі, угорський поет, публіцист, революційний діяч словацького походження (р. 1823).
- 1886 — Ференц Ліст, угорський композитор, піаніст, диригент.
- 1914 — у Парижі вбито лідера французьких соціалістів, засновника газети «Юманіте» Жана Жореса.
- 1944 — Антуан де Сент-Екзюпері, французький письменник та авіатор загинув під час виконання бойового завдання як пілот розвідувального літака.
- 1953 — Микола Зелінський, український і радянський хімік-органік, винахідник протигаза, каталітичного крекінгу нафти та гідролізу білків.
- 1997 — Микола Дерегус, український графік і живописець.
- 2000 — Гендрик ван де Гулст, голландський астроном.
- 2009 — Боббі Робсон, англійський футболіст і тренер.
- 2012 — Ірина Стасів-Калинець, українська поетеса, активістка українського національного і правозахисного руху.
- 2012 — Ґор Відал, американський письменник та громадський діяч.
- 2016 — Сеймур Пейперт, видатний математик, програміст, психолог і педагог, один з основоположників теорії штучного інтелекту, творець мови Logo.
- 2016 — Тійонофудзі Міцугу, 58-й йокодзуна, легенда сумо.
- 2022 — Олексій Вадатурський, український агропідприємець. Герой України.
- 2024 — Ісмаїл Ганія, палестинський політик, якого вважали головним політичним лідером Хамасу.